# سوونگ سامنانگ
سوونگ سامنانگ (انگلیسی: Soeung Samnang؛ زادهٔ ۵ اوت ۱۹۵۴) فرمانده نظامی و سیاست‌مدار اهل کامبوج است، که هم‌اکنون به‌عنوان فرمانده نیروی هوایی سلطنتی کامبوج فعالیت می‌کند.